# Categoriale inkomensverdeling
Onder categoriale inkomensverdeling verstaat men de verdeling van het nationaal inkomen over beloningen voor de verschaffers van de productiefactoren.

## Beloning voor productiefactoren
Om te kunnen produceren zijn productiefactoren nodig. Binnen de macro-economie worden vier productiefactoren onderscheiden, namelijk natuur, arbeid, kapitaal en ondernemerschap. Bij aanwending in het productieproces ontvangen eigenaars van deze productiefactoren een beloning. De beloning voor het verschaffen van de factor natuur wordt pacht genoemd, de beloning voor arbeid loon, de beloning voor kapitaal interest (rente) en die voor ondernemerschap heet winst. Deze beloningen zijn voor de factorverschaffers inkomen en vormen samen het nationaal inkomen.

## Vier inkomenscategorieën
Elk van de vier inkomenscategorieën kan worden uitgedrukt als deel (of percentage) van het nationaal inkomen. Men krijgt dan respectievelijk pachtquote, loonquote, interestquote en winstquote. Omdat een deel van de winst kan worden gezien als beloning voor arbeid verricht door zelfstandigen dient dat als loon naar die zelfstandigen te worden toegerekend. Loonquote wordt dan arbeidsinkomensquote. De resterende winst kan dan gezien worden als een soort 'overwinst' en wordt samen met de pacht en interest als restinkomen gezet tegenover de arbeidsinkomen.

## Macro-economische betekenis
De categoriale inkomensverdeling geeft een indicatie van de investeringsbereidheid door bedrijven en daarmee van de ontwikkeling van de werkgelegenheid. 
Bij een hoge winstquote (dus ook een hoge restquote, >30%) blijken bedrijven op termijn meer aan uitbreidingsinvesteringen te doen. Dit levert op termijn ook meer arbeidsplaatsten op.
Gedurende de jaren 80 was juist de arbeidsinkomensquote bijzonder hoog (sommige jaren zelfs meer dan 85%). Bedrijven probeerden hun loonkosten te drukken door arbeidsvervangende diepteinvesteringen (investeringen in modernere machines) te doen. Dit veroorzaakte verlies van arbeidsplaatsten en het ontstaan van structurele werkloosheid.